# 威廉·泰亞高·迪·捷西斯
威廉·泰亞高·迪·捷西斯（葡萄牙語：Willian Thiego de Jesus，1986年7月22日—2016年11月29日），生于巴西塞爾希培州首府阿拉卡茹的前職業足球運動員，2016年11月28日於拉米亞航空2933號班機空難罹難。

## 生涯

### 塞爾希培
泰亞高的職業位置是後衛，從他的家鄉球隊塞爾希培出道，被甘美奧球探看中。

## 甘美奧
泰亞高在2006年加盟甘美奧青年隊。2007年，他晉升至頂級隊，球隊該年贏得聯賽和盃賽冠軍。
2008年6月14日，他射入了他在聯賽的第一個入球，助球隊3-0擊敗戈亞斯。

## 逝世
泰亞高於哥倫比亞時間2016年11月28日登上由玻利維亞拉米亞航空出發，原定在位于哥倫比亞麥德林的何塞·瑪麗亞·科爾多瓦國際機場降落的航班，出戰2016年南美球會盃第一局總決賽，對手為哥伦比亚國民體育會，賽前便因空難逝世。

## 榮譽
巴西盃: 2007

## 連結
- （葡萄牙文） CBF[永久]
- （葡萄牙文） Profile at zerozero.pt[永久]